# Willems (Nord)
Willems (flämisch: Willem) ist eine französische Gemeinde mit 2969 Einwohnern (Stand: 1. Januar 2022) im Département Nord in der Region Hauts-de-France. Sie gehört zum Arrondissement Lille und zum Kanton Villeneuve-d’Ascq. Die Einwohner heißen Willemois.

## Geographie
Die Gemeinde Willems liegt im Einzugsbereich der Marque an der Grenze zu Belgien, etwa in der Mitte zwischen den Städten Lille und Tournai. Umgeben wird Willems von den Gemeinden Sailly-lez-Lannoy und Toufflers im Norden, Tournai im Osten, Baisieux im Süden, Chéreng im Südwesten sowie Villeneuve-d’Ascq im Westen.

## Bevölkerungsentwicklung
| Jahr                       | 1962 | 1968 | 1975 | 1982 | 1990 | 1999 | 2011 | 2021 |
| -------------------------- | ---- | ---- | ---- | ---- | ---- | ---- | ---- | ---- |
| Einwohner                  | 2010 | 1923 | 2006 | 2506 | 2681 | 2799 | 3030 | 2996 |
| Quellen: Cassini und INSEE |      |      |      |      |      |      |      |      |

## Sehenswürdigkeiten
- Kirche Saint-Martin
- Soldatenfriedhof des Commonwealth
- Kopfsteinpflasterabschnitt Pavé de Willems à Hem

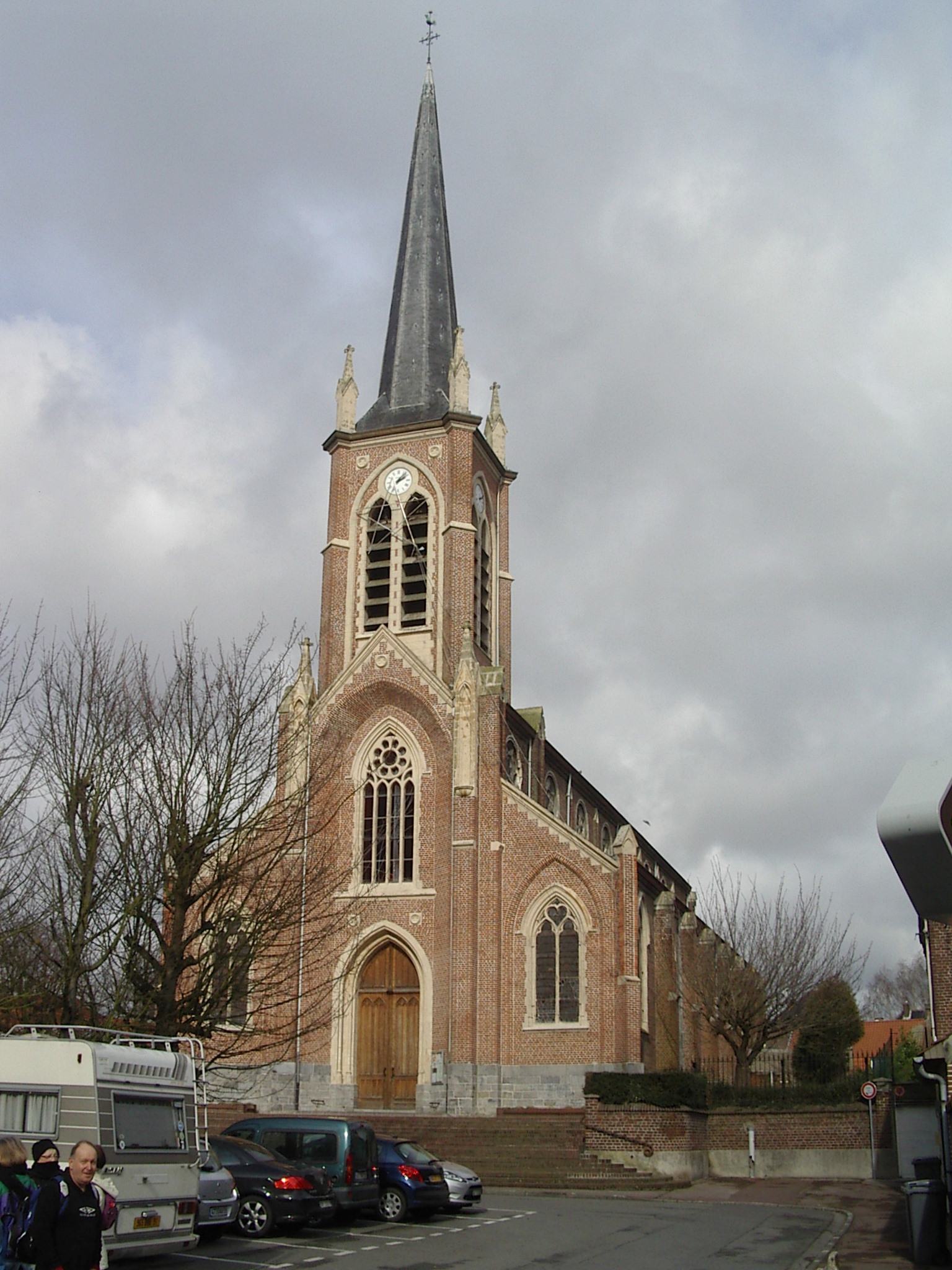
Kirche Saint-Martin
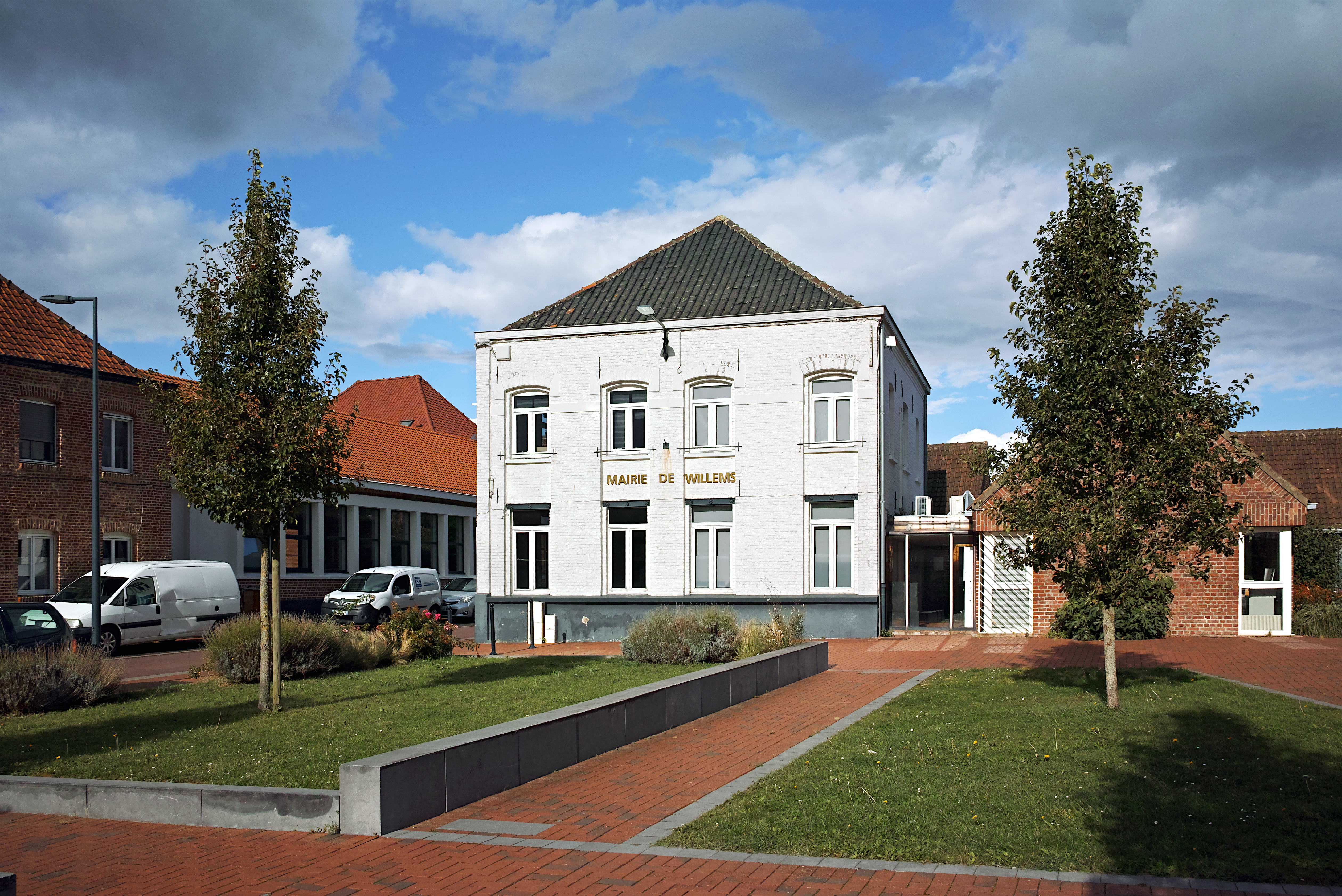
Rathaus (mairie)
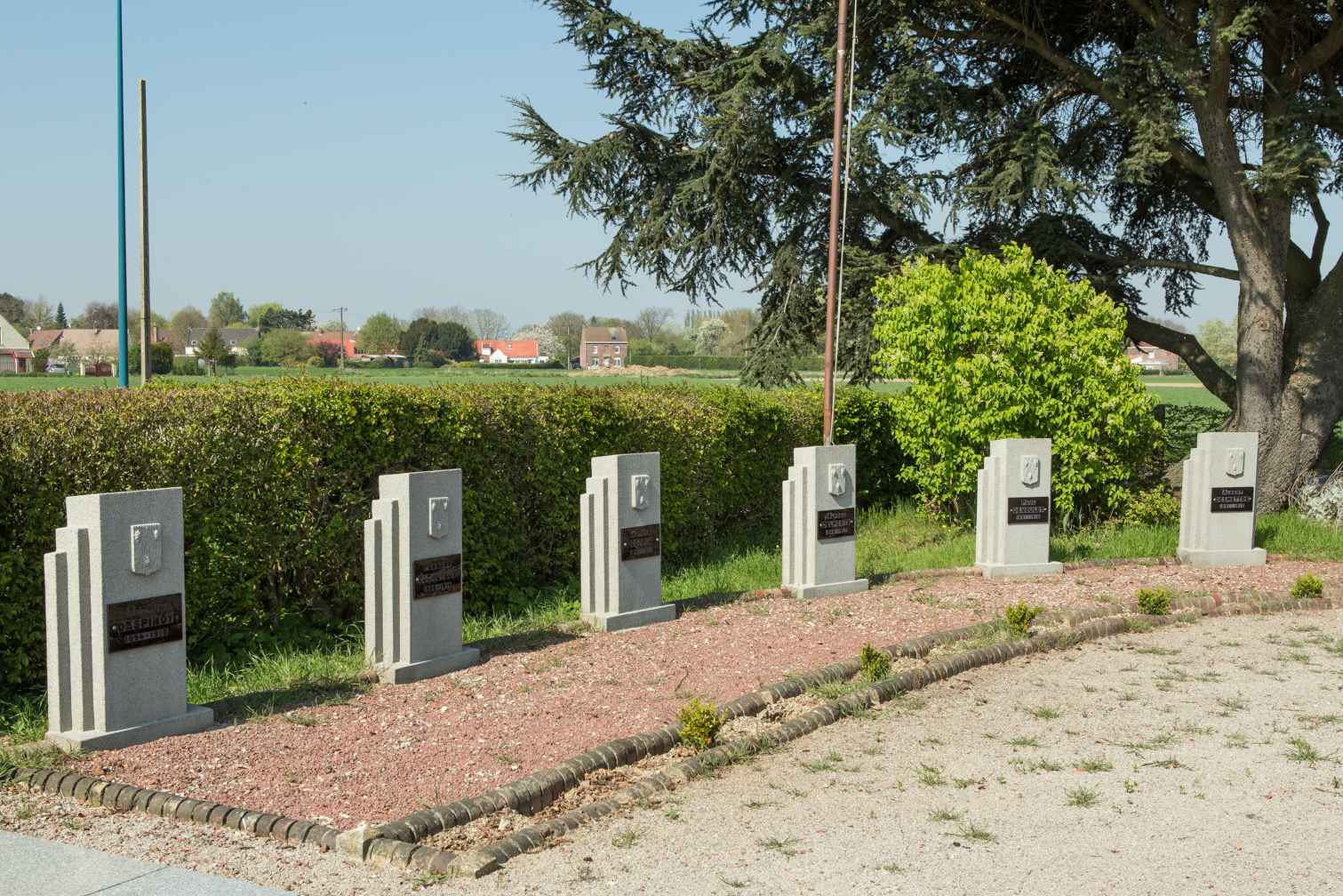
Commonwealth-Soldatenfriedhof
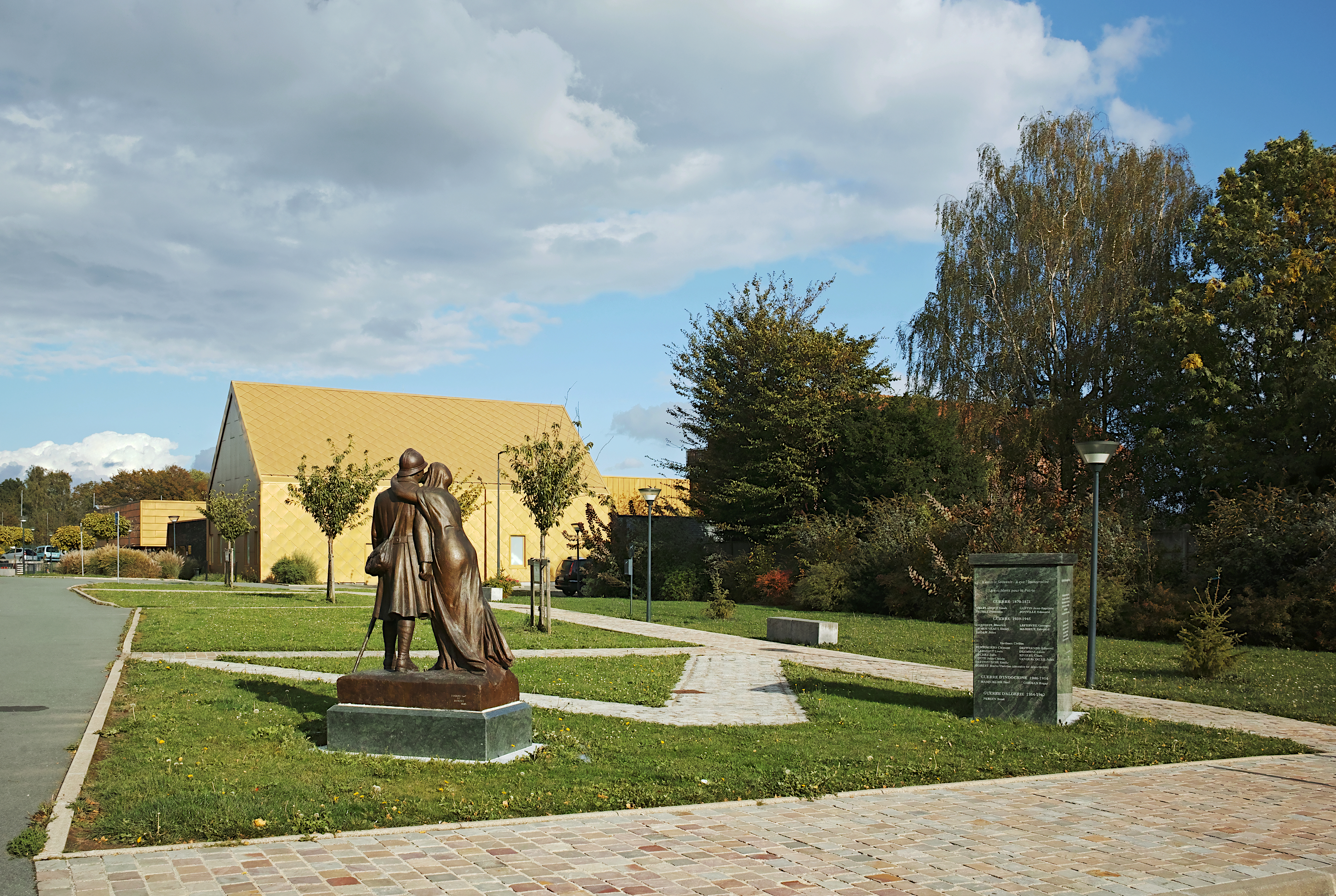
Gefallenendenkmal
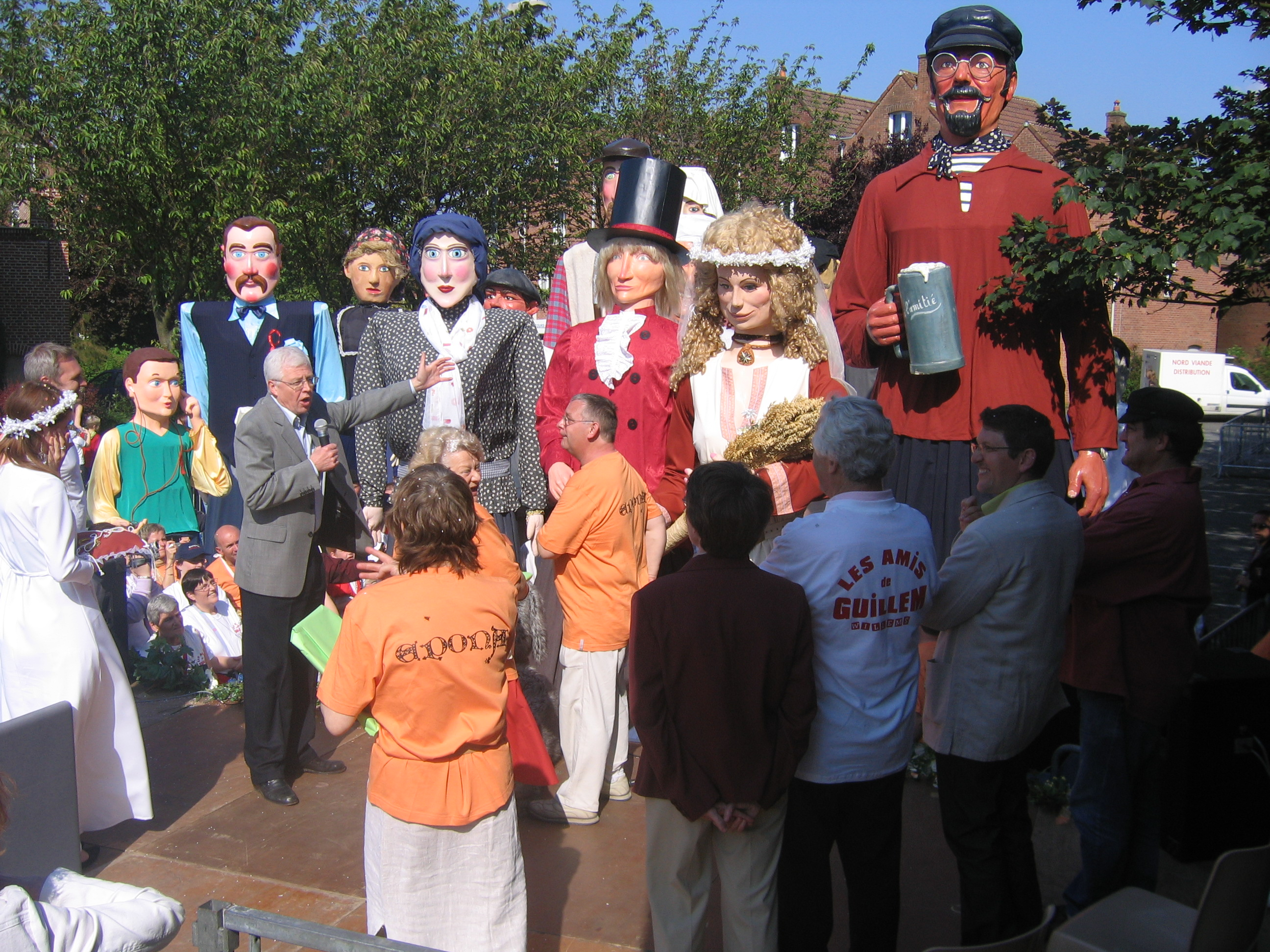
Riesenfigur Guillem (Mitte)

Die beiden Riesenfiguren Guillem und Cherloutte repräsentieren den Ort.